# Endeavor (azienda)
Endeavor Group Holdings (nota anche come William Morris Endeavor (2009-2013) e WME-IMG (2013-2017), è una holding statunitense con sede nella città di Beverly Hills (California), fondata nel 2009 da Patrick Whitesell e gestita da Ari Emanuel.
La società rappresenta numerosi artisti di cinema, televisione e musica, ma anche leghe sportive.

## Società controllate
Cinema
- Fifth Season
- Bloom
- 160 over 90
- Third Coast Content
- Frieze
- Wonderful Union
- On Location Experiences
- Asylum Entertainment Group

Talenti
- WME
- Dixon Talent
- IMG
- Learfield
- Wall Group

Sport
- DBH
- UFC
- PBR
- Euroleague
- WWE